# Personnages de Mobile Suit Zeta Gundam
Mobile Suit Zeta Gundam (機動戦士Ζガンダム, Kidō senshi Zēta Gandamu) est un anime japonais de 50 épisodes datant de 1985. C’est la seconde série de la fameuse franchise Gundam. Cette page liste les personnages de la série selon leur affiliation : 
- l’AEUG (Anti-Earth Union Group), mouvement de résistance contre la dictature implacable des Titans ;
- Karaba, autre groupe rebel allié de l’AEUG ;
- les Titans, organisation ayant pris le contrôle de la Fédération terrienne par la force ;
- Axis, colonie spatiale qui œuvre pour le retour de l’autorité de Zeon.

Cette série fait suite à Mobile Suit Gundam, qui raconte la guerre entre la Fédération terrienne et Zeon et dans laquelle plusieurs personnages de Zeta Gundam apparaissent déjà.

## AEUG

### Kamille Bidan
Kamille Bidan (カミーユ・ビダン, Kamīyu Bidan) est le personnage principal de Mobile Suit Zeta Gundam. C’est un adolescent difficile qui vit séparé de ses parents Franklin et Hilda Bidan, tous deux ingénieurs dans l’industrie de fabrication des mobile suits. Une altercation avec un officier des Titans, Jerid Messa, marque pour lui le début de péripéties qui cause la mort de ses parents, et l’amène à aider Quattro Bajeena (alias Char Aznable) à voler le Gundam Mk-II. Entraîné par Quatro et Emma Sheen, Kamille devient l’un des meilleurs pilotes de l’AEUG aux commandes d’abord du Gundam Mk-II, puis du Zeta Gundam, conçu spécialement pour lui. Il est également l’un des plus puissants newtypes selon l’auteur Yoshiyuki Tomino. Au cours de la série, la haine mutuelle entre lui et Jerid s’intensifie au fil des morts douloureuses lors du conflit de Gryps. En particulier, Four Murasame, une newtype artificielle rencontrée à Hong Kong et dont Kamille était tombé amoureux, se sacrifie pour ce dernier et est tuée par Jerid lors de la bataille du Kilimandjaro. Kamille lui-même tue en combat Lila Milla Rira, chère au cœur de son rival. Bien que le héros survive à la guerre, la dernière bataille contre Paptimus Scirocco le laisse dans un état quasiment comateux.
Kamille Bidan apparaît aux côtés de cinq autres personnages sur une série de timbres japonais intitulée « Héros et héroïnes d’anime », diffusée en 2005. Il est doublé par Nobuo Tobita.

### Fa Yuiry
Fa Yuiry (ファ・ユイリィ, Fa Yuiryi) est la voisine de Kamille Bidan avant le début du conflit de Gryps. Après que ce dernier a aidé Quattro Bajeena à voler le Gundam Mk-II, les parents de Fa sont arrêtés par les Titans. Cette dernière parvient toutefois à s’échapper avec l’aide de Bright Noa, et elle rejoint Kamille sur le vaisseau Argama de l’AEUG. Là, elle intègre l’organisation en tant que pilote de réserve du Methuss. Elle prend aussi sous son aile deux jeunes orphelins de guerre, Shinta et Qum, qui ont été récupérés par Quattro Bajeena. Dotée d’un fort caractère, elle se dispute constamment avec Kamille, mais lorsque ce dernier s’intéresse à une autre fille, elle se montre très jalouse. Fa est finalement un des rares personnages à survivre à la guerre ; c’est d’ailleurs elle qui va chercher Kamille à la toute fin, après de son combat contre Paptimus Scirocco.
Fa est doublé par Miyuki Matsuoka dans la série et par Satomi Arai dans les films.

### Quattro Bajeena
Sous le pseudonyme de Quattro Bajeena (クワトロ・バジーナ, Kuwatoro Bajina) se cache en fait Char Aznable, antagoniste torturé de la première série, qui s’est servi de sa fausse identité pour infiltrer la Fédération terrienne. Mais ici, il rejoint les rangs de l’AEUG aux côtés de plusieurs autres officiers (notamment ses anciens ennemis Amuro Ray et Bright Noa) pour lutter contre la tyrannie des Titans. Il devient également le mentor de Kamille Bidan durant la guerre.
Malgré les appels répétés de ses compagnons, il refuse de prendre des responsabilités dans l’AEUG et préfère rester un pilote anonyme, conservant sa fausse identité de Quattro Bajeena. Néanmoins, sa décision change après la mort de Four Murasame, lorsque Kamille lui-même lui demande de ne plus se cacher. À la suite de cela, Char prononce un discours politique retransmis dans le monde entier devant l’assemblée de la Fédération à Dakar, qui reste un événement déterminant de l’Universal Century. Il se prononce en effet pour l’émigration totale de l’humanité dans l’espace. Lors de la bataille finale, Char est défait par Haman Karn, meneuse d’Axis, et est présumé mort. Cependant, lors du générique final, son mobile suit dérive dans l’espace, le cockpit ouvert et vide.
Quattro Bajeena est doublé par Shūichi Ikeda.

### Emma Sheen
Emma Sheen (エマ・シーン, Ema Shīn) est un premier lieutenant de l’AEUG, ayant quitté les Titans après avoir été témoin des tactiques cruelles de Bask Om. Au début pilote de réserve, elle prouve vite ses talents sur l’Argama. Son premier mobile suit attitré est le Rick Dias, avant qu’elle ne récupère le Gundam Mk-II de Kamille lorsque ce dernier obtient le Zeta Gundam. Elle tombe peu à peu amoureuse de Henken Bekkener, mais ce dernier meurt lors d’une bataille en voulant la protéger. Immédiatement après, Emma subit l’assaut des Titans et, après avoir vaincu Reccoa Londe, elle est gravement touchée par un fragment d’obus tiré par Yazan Gable. Kamille arrive rapidement sur les lieux, mais seulement pour voir Emma mourir dans ses bras.
Emma Sheen est doublée par Maya Okamoto.

### Bright Noa
Bright Noa (ブライト・ノア, Buraito Noa) est l’ancien capitaine du White Base dans la première série Mobile Suit Gundam. Mais dans le nouveau régime de la Fédération, il est mis à l’écart et commande la navette spatiale Temptation. Malmené par les Bask Om et les Titans lorsqu’il refuse d’obéir à plusieurs ordres cruels, il décide finalement de déserter pour rejoindre l’AEUG. Connaissant sa grande expérience de la guerre, il est alors désigné comme capitaine du vaisseau Argama, où il retrouve son ancien adversaire Char Aznable et le héros Kamille ; l’Argama devient ainsi par la suite le fer de lance de l’AEUG. Par conséquent, Bright Noa participe à presque toutes les batailles importantes du conflit de Gryps, comme les attaques du Jaburo et le Kilimandjaro, l’opération Maelstrom ou encore la bataille finale près de la colonie spatiale Gryps 2. Cette dernière résulte en la destruction quasi complète des forces de l’AEUG, et Bright reste le seul officier d’expérience à survivre.
Le personnage est doublé par Hirotaka Suzuoki.

### Apolly Bay
Le premier lieutenant Apolly Bay (アポリー・ベイ) est au début l’un des deux équipiers de Quattro Bajeena, avant de prendre la tête de l’unité Rick Dias sur l’Argama. Soldat expérimenté et parfois spirituel, il apporte un soutien important à ses compagnons et est très apprécié sur le vaisseau. Toutefois, il est tué par Jerid Messa et tentant de protéger Fa Yuiry. Il est doublé par Hiroyuki Shibamoto dans la série et Tōru Ōkawa dans les films.

### Roberto
Le lieutenant J.G. Roberto (ロベルト) est le second équipier de Quattro Bajeena au début. Pilote du RMS-099 Rick Dias, il est jugé plus sérieux et appliqué que son camarade Apolly Bay. Il meurt de la main du Titan Buran Blutarch alors qu’il protège avec Quattro et Kamille une navette spatiale transportant une grande partie des pilotes de l’AEUG. Apolly assiste à sa mort à distance et peine à retenir ses larmes. Roberto est doublé par Kōzō Shioya.

### Blex Forer
Blex Forer (ブレックス・フォーラ, Burekusu Foreru), contre-amiral, est le premier dirigeant de l’AEUG. Après l’opération Stardust et la création des Titans, il est l’un des premiers à découvrir la corruption du gouvernement. Il use alors de sa position avantageuse dans l’armée pour influencer plusieurs dirigeants d’Anaheim Electronics et fonder un mouvement rebelle, l’AEUG. Anaheim se laisse d’autant plus convaincre que le blocus spatial décidé par les Titans touche particulièrement ses affaires. Avec son groupe, il contrecarre autant que possible les actions cruelles des Titans (donc de leurs dirigeants Jamitov Hymem et Bask Om) sur les colonies spatiales. Il opère depuis le vaisseau Argama et est secondé par Henken Bekkener. Il est finalement assassiné dans un hôtel à Dakar. Avant de rendre son dernier souffle, il désigne Quattro Bajeena comme son successeur et le presse de reprendre sa véritable identité de Char Aznable.
Blex Forer est doublé par Takaya Tōdō dans la série et Kōji Ishii dans les films.

### Henken Bekkener
Henken Bekkener (ヘンケン・ベッケナー, Henken Bekkenā) est le premier capitaine du vaisseau Argama, où il collabore étroitement avec Quattro Bajeena et Blex Forra. Tout autant fortement charpenté que jovial et bonne patte, il exécute son travail avec sérieux et cède même le commandement de l’Argama à Bright Noa, conscient de la plus grande expérience de ce dernier. Henken est ensuite transféré sur le Radish. Là, il est très attiré par Emma Sheen et son affection semble timidement mais sincèrement partagée. Las, Henken se sacrifie pour sauver Emma de Yazan Gable. Le personnage est doublé par Jūrōta Kosugi.

### Reccoa Londe
Reccoa Londe (レコア・ロンド, Rekoa Rondo) est une ancienne guérillero de la guerre d’indépendance de Zeon qui devient enseigne au sein de l’AEUG. Soldat et espion expérimenté, elle aide aussi le héros Kamille Bidan lors de ses premiers temps sur l’Argama. Elle accueille également avec chaleur Emma Sheen et la soutient après sa désertion des Titans, malgré les soupçons de ses équipiers. Elle l’a renseigné d’ailleurs sur les affres des Titans, comme le massacre de 30-Bunch.
Mais, solitaire et ignorée par son amour secret Quattro Bajeena, Reccoa suit le chemin inverse d’Emma et quitte l’AEUG pour rejoindre les Titans, manipulée par Paptimus Scirocco. Elle va jusqu’à exterminer toute une colonie sur les ordres de Bask Om, meneur des Titans, qu’elle tuera toutefois par la suite. Finalement, Reccoa meurt lors d’une confrontation contre Emma et Yazan Gable.
Le personnage est doublé par Masako Katsuki.

### Katz Kobayashi
Katz Kobayashi (カツ・コバヤシ, Katsu Kobayashi) est l’un des trois orphelins accueillis sur le White Base durant la guerre d’Un An, tous adoptés par Hayato Kobayashi et Fraw Bow. Durant la série, il rend visite avec sa mère adoptive et ses frères à Amuro Ray, traumatisé par la guerre. Katz est d’ailleurs dégouté par l’apparente lâcheté de l’ancien héros et le lui fait clairement sentir. Toutefois, Amuro se ressaisit et ils rejoignent le vaisseau Audhumla, avec d’autres membres de Karaba et de l’AEUG. Plus tard, Katz suit Quattro Bajeena jusque dans l’espace. C’est de toute façon un pilote talentueux qui tire à plusieurs reprises ses compagnons d’un mauvais pas. En revanche, sa naïveté et son imprudence le dévalorisent aux yeux de ses supérieurs et précipitent sa mise à l’écart, d’autant plus qu’il les défie constamment en sortant avec son mobile suit sans autorisation.
Plus intimement, Katz se sent attiré par Sarah Zabiarov, membre des Titans, qui a rejoint l’Argama pour avertir l’équipage d’un bombardement de colonie imminent. Même si elle le dupe pour s’échapper du vaisseau, l’amour de Katz demeurera et il gardera l’espoir de la sauver de l’influence de Scirocco. Cependant, il est tué à bord du G-Defenser par Yazan Gable.
Le personnage est doublé par Keiichi Nanba dans la série et Daisuke Namikawa dans les films.

### Wong Lee
Wong Lee (ウォン・リー, Won Ri) est un des dirigeants de l’entreprise Anaheim Electronics, qui finance l’AEUG. Bien que civil, il n’hésite pas à agresser lui-même Kamille pour le punir de manquer à ses devoirs militaires. À bords de l’Argama, il harcèle Bright Noa et Quattro Bajeena d’ordres superflus et de critiques. À la fin, Bright finit par ne plus le supporter et lui ordonne de garder le silence, ce que Wong fera à contrecœur. Après cela, il quitte l’Argama lors d’un ravitaillement sur le vaisseau de soutien « La vie en rose ». Wong Lee est doublé par Yukimasa Natori dans la série et Kazumi Tanaka dans les films.

## Karaba

### Amuro Ray
Amuro Ray (アムロ・レイ, Amuro Rei), pilote talentueux et newtype, est le héros de la première série Mobile Suit Gundam. Mais à la fin de la guerre d’indépendance de Zeon, il est mis aux arrêts par le gouvernement qui se méfie des newtype ; il doit ainsi vivre dans une luxueuse maison de la Fédération, où il est surveillé en permanence, même s’il est libre d’aller et venir. Au début du conflit de Gryps, Amuro est ainsi un simple instructeur à l’académie de pilotage de mobile suit Cheyenne. Traumatisé par la guerre, les morts et sa culpabilité pour la disparition de Lalah Sune, il souffre de fatigue chronique et de dépression, comme le notent Emma Sheen et Beltorchika Irma.
Au début du conflit, il reçoit la visite de son amie Fraw Bow et de ses trois fils (Katz, Letz, and Kikka). Ils parviennent à raviver l’esprit combatif de l’ancien héros et l’aident à s’échapper. Amuro rejoint alors le groupe rebelle Karaba, allié de l’AEUG sur la Terre, et en devient rapidement le pilote clé lors de nombreuses missions cruciales comme les attaques du Kilimandjaro et de Dakar. Il se rapproche aussi beaucoup de Beltorchika Irma tout au long de la série.
Amuro Ray est doublé par Tōru Furuya.

### Kai Shiden
Kai Shiden (カイ・シデン), ancien membre du White Base, est devenu dans Zeta Gundam un journaliste indépendant. Il aide Reccoa Londe à infiltrer la base de Jaburo, mais ils y sont tous deux arrêtés. Heureusement, ils sont délivrés ultérieurement par Kamille Bidan. Kai Shiden est doublé par Hiroyuki Shibamoto.

### Hayato Kobayashi
Hayato Kobayashi (ハヤト・コバヤシ), lui aussi ancien membre du White Base, s’est depuis marié avec Fraw Bow, devenant le père adoptif de Katz, Letz et Kikka. Officiellement, il est le directeur du musée spatial Kennedy, mais il dirige dans l’ombre le groupe rebelle Karaba, allié de l’AEUG sur Terre contre la dictature des Titans. Hayato Kobayashi est doublé dans la série par Kiyonobu Suzuki et dans les films par Nobuyuki Hiyama.

### Beltorchika Irma
Beltorchika Irma (ベルトーチカ・イルマ, Berutōchika Iruma) rejoint au début de la série le groupe Karaba, alors en route vers Hong Kong pour ravittailler leur vaisseau Audhumla. Dès sa première rencontre avec Amuro Ray, elle ressent pour lui un grand intérêt, au point d’irriter d’autres pilotes, notamment Kamille Bidan. Beltorchika joue un rôle primordial durant la bataille de Dakar. Lors du fameux discours politique et pacifique de Char Aznable, elle parvient à filmer et diffuser au monde entier la tentative des Titans pour le stopper, en ayant recours à la violence, y compris contre les civils. Après cet épisode, les relations entre elle et Kamille deviennent plus intimes. Beltorchika et Amuro semblent en effet avoir une relation amoureuse sérieuse, même si plus tard dans le film Mobile Suit Gundam : Char contre-attaque, Beltorchika n’apparaît pas et Amuro côtoie une autre jeune fille, Chan Agi. Toutefois, dans un roman parallèle au film intitulé Beltorchika’s Children, Yoshiyuki Tomino fait réapparaître Beltorchika, enceinte d’Amuro. Le personnage est doublé par Maria Kawamura.

## Titans
Les Titans sont un corps d'élite de la fédération crée en 0083 après le Conflit de Delaz et étant supérieur à l'armée régulière de la Fédération. C'est une troupe composée de radicaux et d'extrémistes principalement déployés pour faire taire toute opposition à la Fédération dans les colonies comme sur la Terre, ils sont d'ailleurs connus pour leurs méthodes brutales ne prenant pas en compte les pertes civiles. En fait, les Titans ont pris le contrôle en sous-main de la Fédération.

### Jerid Messa
Le lieutenant Jerid Messa (ジェリド・メサ, Jerido Mesa) est le principal rival du héros Kamille Bidan. Cette rivalité débute par une échauffourée anodine où Jerid se moque du prénom féminin de Kamille, alors simple civil. Ce sentiment se transforme en haine peu après que Kamille se soit échappé avec le Gundam Mk-II en compagnie de Quattro Bajeena. En effet, Jerid Messa tue par erreur la mère de son rival, mais est dominé dans le combat qui s’ensuit et doit battre en retraite précipitamment. Humilié par cette défaite, Jerid décide de s’entraîner plus que jamais et révèle ses talents de newtype lors de l’attaque du vaisseau d’Axis (Haman Karn, leader d’Axis et puissante newtype elle-même, ressent d’ailleurs la pression psychique qui émane de Jerid, et son désir de venger Jamitov Hymem). Durant toute la série, Jerid et Kamille tueront nombre d’amis ou de personnages chers au cœur de l’autre, en particulier Four Murasame et Lila Milla Rira.
Durant l’ultime bataille, Jerid pilote un mobile suit spécialement conçu pour les newtypes, le Baund Doc. Toutefois, il est finalement surclassé par Kamille et meurt dans l’affrontement. Dans son dernier souffle, il maudit son rival. Jerid est doublé par Kazuhiko Inoue.

### Paptimus Scirocco
Paptimus Scirocco (パプテマス・シロッコ), surnommé « l’homme de Jupiter », est un newtype extrêmement puissant ; ses talents de pilote et d’ingénieurs l’ont rapidement porté parmi les leaders des Titans, en faisant l’un des principaux antagonistes de la série. De plus, il use de son charisme pour aisément manipuler les gens, surtout les femmes comme Reccoa Londe ou Sarah Zabiarov. Ainsi, la première trahira l’AEUG sous son influence et la seconde se sacrifiera pour le sauver lors d’un combat.
Tout au long de la série, Paptimus Scirocco et ses subalternes intriguent pour prendre le contrôle des Titans, puis de la Terre, n’hésitant pas à trahir et tuer. Lorsque Jamaican Daninghan planifie la destruction de la cité lunaire Granada, il charge Sarah de prévenir l’AEUG afin de l’en empêcher. Puis, lorsqu’il découvre au début que Reccoa travaille pour l’AEUG, il la laisse malgré tout sauve ; un acte qui obsédera cette dernière jusqu’à ce qu’elle le rejoigne de son plein gré. Sur un plan plus politique, il tente de s’allier avec Haman Karn et Axis, même si cette dernière rompt leur lien en attaquant Gryps 2 et la porte de Zedan. Paptimus Scirocco assassine alors Jamitov Hymem et prend le pouvoir en accusant Haman du crime.
Lors de la dernière bataille, il affronte Kamille. À la fin du combat, ce dernier invoque les esprits des personnes disparues, amies ou ennemis, afin de canaliser toute cette force dans les biocapteurs du Zeta Gundam et de surpasser le mobile suit de Paptimus (The O). Kamille transforme alors sa machine en mode avion et empale celle de son adversaire. Paptimus, jurant de ne pas mourir seul, utilise ses dernières forces pour un dernier coup qui laisse Kamille dans un état comateux. Cette séquence n’apparaît toutefois pas dans les films, où Kamille s’en sort indemne.
Le personnage est doublé par Bin Shimada.

### Four Murasame
Four Murasame (フォウ・ムラサメ, Fō Murasame) est, à la suite des expérimentations de Murasame Research Lab, une jeune newtype artificielle pilote du Psyco Gundam. Les scientifiques chargés du projet ont intégralement effacé sa mémoire et lui ont donné comme nom « Four » (« Quatre »). Mais elle est convaincue que combattre l’AEUG avec les Titans lui permettra de retrouver ses souvenirs. Dans la série, elle apparaît pour la première fois à New Hong Kong, lorsque le vaisseau Audhumla de Karaba est en cours de ravitaillement. Elle rencontre là Kamille Bidan et, ne connaissant pas sa véritable identité, se sent attirée par lui, surtout car il la traite comme un être humain et non une arme. Mais, très perturbée lorsqu’elle découvre qu’il est en fait un membre de l’AEUG, elle attaque la ville et Kamille, ignorant ses appels au calme. Après la bataille, elle aide toutefois ce dernier à s’enfuir dans l’espace. Puis son mobile suit est sévèrement endommagé par son officier supérieur et elle est présumée morte.
En réalité, Four survit et est ramenée sur une base des Titans au Kilimandjaro. Là, son Psyco Gundam est équipé d’une nouvelle interface de contrôle psychique, exploitant mieux la force de Four. Elle-même subit de nouvelles expérimentations médicales qui augmentent ses pouvoirs, mais lui font presque perdre ses souvenirs encore récents de Kamille. Plus tard, alors que le conflit de Gryps bat son plein, Karaba et l’AEUG prennent d’assaut la base du Kilimandjaro, menés par Amuro Ray, Quattro Bajeena et Kamille. Ce dernier découvre que Four est toujours en vie et décide d’infiltrer la base pour la sauver. Elle se souvient alors de lui et de ses sentiments, mais les expérimentations qu’elle a subies lui font presque perdre la raison. En effet, elle attaque Kamille avec son Psyco Gundam, et ce n’est que dans un dernier élan de lucidité qu’elle se sacrifie pour le sauver de Jerid Messa. Sa mort est une perte très dure pour Kamille.
Dans les films toutefois, Four ne réapparaît pas après sa mort supposée à New Hong Kong. Elle est doublée par Saeko Shimazu dans la série et Yukana dans les films.

### Yazan Gable
Le lieutenant-colonel Yazan Gable (ヤザン・ゲーブル, Yazan Gēburu) est un pilote rusé et vicieux des Titans qui doit son grade à sa force et son talent, bien que n’étant pas newtype. Quoi qu’il en soit, il tue à lui seul plus de membres de l’AEUG que tout autre soldat des Titans durant le conflit de Gryps, notamment Henken Bekkener, Katz Kobayashi et Emma Sheen. Sa brutalité cause aussi directement ou indirectement la mort de plusieurs de ses coéquipiers comme Jamaican Daninghan, Jerid Messa et Reccoa Londe. Dans les films, c’est également lui qui assassine Bask Om, et non Reccoa. Toutes ses actions finissent par susciter la fureur de Kamille qui utilisera tous ses pouvoirs de newtype pour détruire son Hambrabi. Toutefois, Yazan parvient à s’éjecter dans l’espace au dernier moment. Le personnage est doublé par Hōchū Ōtsuka.

### Sarah Zabiarov
Sarah Zabiarov (サラ・ザビアロフ) est un sous-officier, ancienne élève d’un laboratoire privé pour newtype, et dont les talents attirèrent l’attention de Paptimus Scirocco qui la recrute au sein des Titans. Toutefois, Sarah reste malgré tout une personne sensible et généreuse, bien que fidèle à Paptimus. Hélas, cette fidélité tourne rapidement à l’obsession, lui faisant vivre les mêmes souffrances que Lalah Sune dans la première série, tiraillée entre sa dévotion et sa conscience.
Durant la série, elle tente de détruire l’Argama et le Zeta Gundam à plusieurs reprises sur les ordres de Paptimus, y compris en utilisant une bombe qui airait pu tuer des milliers de civils. Lors d’une mission de messagère sur le vaisseau de l’AEUG, elle rencontre Katz Kobayashi qui tombe amoureux d’elle ; la gentillesse de ce dernier ne la laissera visiblement pas indifférente, bien que cela ne la délivre pas de l’influence de son supérieur. Ainsi, lors d’un combat, elle est tuée par un tir de Katz en se sacrifiant pour sauver Paptimus.
Le personnage est doublé par Yūko Mizutani dans la série et par Chizuru Ikewaki et Kaori Shimamura dans les films.

### Bask Om
Bask Om (バスク・オム, Basuku Omu) commande les opérations militaires des Titans, y compris les opérations brutales de maintien des colonies spatiales sous contrôle, en réponse aux rébellions passées. Il n’hésite pas à ordonner des assassinats de masse parmi les populations. Sur un plan politique, c’est également lui qui prend les parents de Kamille en otage pour forcer l’AEUG à rendre les prototypes de Gundam Mk-II volés. Toutefois, les Titans connaissent aussi des dissensions internes ; Bask reste le dernier obstacle de Paptimus Scirocco vers le pouvoir, après que ce dernier n’ait tué Jamitov Hymem. Il est finalement lui aussi tué par Reccoa Londe et les sbires de Paptimus. En effet, la surprise créée par la trahison leur permet aisément de prendre le dessus sur les hommes de Bask Om et de détruire son vaisseau, le Dogosse Giar. Dans les films cependant, Bask Om est tué par Yazan Gable durant la bataille finale. Le personnage est doublé par Daisuke Gōri.

### Mouar Pharaoh
L’enseigne Mouar Pharaoh (マウアー・ファラオ) est un pilote des Titans qui apparaît pour la première fois lors de la bataille de Jaburo, où elle sauve Jerid Messa d’une explosion nucléaire imminente en l’attrapant in extremis sur la navette de sauvetage. Elle se rapproche d’ailleurs intimement de ce dernier, et éprouve une certaine antipathie à l’égard de Paptimus Scirocco (qui a essayé sans succès de la séduire). Pleinement dévouée à Jerid, elle attaquera à de nombreuses reprises son rival Kamille Bidan et tous les pilotes de l’AEUG en général qui les gêneraient. Durant la bataille finale, Mouar est tuée d’un tir direct de Kamille en se sacrifiant pour sauver Jerid. Cette nouvelle mort d’un être cher rend ce dernier fou furieux au point de causer de lourds dommages au vaisseau principal de l’AEUG, l’Argama. Mouar Pharaoh est doublée par Yoshiko Sakakibara dans la série et Marika Hayashi dans les films.

### Jamaican Daninghan
Le lieutenant-colonel Jamaican Daninghan (ジャマイカン・ダニンガン) est un officier des Titans. Arrogant, suffisant et volontiers condescendant, il s’attire rapidement l’antipathie de ses subordonnés. Après le vol des Gundam Mk-II par l’AEUG, il a pour mission de poursuivre sans relâche l’Argama à travers toute la Fédération à bord du croiseur Alexandria. Cependant, ses plans sont contrecarrés dans l’ombre par Paptimus Scirocco, qui prévoit un coup d’État. Il est d’ailleurs piégé et tué par Yazan Gable et Emma Sheen. Jamaican Daninghan est doublé par Keaton Yamada.

### Jamitov Hymem
Jamitov Hymem (ジャミトフ・ハイマン) est le dirigeant des Titans, organisme militaire à l’origine formé pour éliminer les survivants de Zeon et maintenir la paix après la fin de la guerre d’indépendance de Zeon. Mais les Titans sombrent vite dans la cruauté et la corruption. Puis, Jamitov Hymem s’arrange pour assassiner Blex Forer et manipuler le conseil de la Fédération pour obtenir les pleins pouvoirs. Plus tard, lors de la chute du quartier général des Titans au Kilimandjaro, il parvient à échapper à l’AEUG et Karaba. Il tente alors de se rapprocher de Haman Karn, dirigeante d’Axis, mais cette dernière lui dévoile son plan de détruire la porte de Zedan, où se trouvent les dernières forces des Titans, avant de tenter de l’assassiner. Jamitov Hymem et Bask Om ont alors le temps d’évacuer leurs forces. Toutefois, Jamitov est finalement tué par Paptimus Scirocco, qui prend le contrôle des Titans. Le personnage est doublé par Masaru Ikeda et Tomomichi Nishimura dans la série, puis seulement Tomomichi Nishimura dans les films.

### Rosamia Badam
Le lieutenant Rosamia Badam (ロザミア・バダム, Rozamia Badamu) est une newtype artificielle au sein des Titans. Elle apparaît lors de l’attaque de Buran Blutarch contre le vaisseau Audhumla (Karaba) à bord de son Gaplant. Elle échappe de justesse face aux assauts combinés de Kamille Bidan, Quattro Bajeena et Katz Kobayashi.
Rosamia réapparaît plus tard dans la série sur Side 3, où elle affirme être en réalité la sœur de Kamille. Bien que ce dernier sache que c’est faux, il la prend en pitié et la remmène sur l’Argama avec lui, où le docteur Hasan l’examine. Découvrant qu’elle est une cyber-newtype, lui et Quattro l’incitent à accepter des études plus poussées. Rosamia s’échappe alors du vaisseau, avec l’aide de Shinta et Qum. Ainsi, même si elle aidait Kamille au début (le considérant toujours comme son frère), elle finit par se retourner contre lui et rejoindre les Titans. Instable, sa relation avec Kamille fluctuera beaucoup. Notamment, lors d’un combat, ce dernier parvient à la calmer et à lui parler en tête à tête dans un moment où elle croit de nouveau qu’il est son frère. Il lui ouvre son cœur au sujet de la mort Four Murasame, mais Gates Capa et Loren Nakamoto (membres de Titans) interfèrent alors avec son esprit pour la rendre de nouveau hostile. Elle manque presque tuer Kamille si Quattro Bajeena n’était pas intervenu, faisant fuir les trois Titans.
Vers la fin du conflit de Gryps, Kamille ressent sa présence et sort avec le Zeta Gundam, la confondant avec Four Murasame. Quand elle le voit, Rosamia engage immédiatement le combat, convaincue cette fois que son frère est Gates Capa. L’affrontement se termine par sa mort, après un dernier et pénible élan de lucidité. Le personnage est doublé par Kayoko Fujii dans la série et Yū Asakawa dans les films.

### Gates Capa
Gates Capa (ゲーツ・キャパ) est un newtype artificiel conçu par le laboratoire Augusta Newtype. Toutefois, il est moins puissant que Four Murasame et Rosamia Badam, même si son esprit est plus stable. Il est étroitement lié à Rosamia, qu’il assiste et guide au quotidien. Il se fait aussi passer pour son frère afin qu’elle obéisse aux ordres des Titans. Cependant, il est incapable de la protéger lors de la bataille d’Axis, où elle est tuée par Kamille Bidan. Ce drame le perturbe énormément et rend son esprit complètement instable, le plongeant dans une sorte de léthargie. Son destin n’est pas connu dans la série ; dans le roman en revanche, il meurt en même temps que Rosamia, qui se sacrifie là pour protéger Kamille. Le personnage est doublé par Kazuki Yao.

### Kacricon Cacooler
Le premier lieutenant Kacricon Cacooler (カクリコン・カクーラー) est l’un des trois pilotes d’essai des prototypes de Gundam Mk-II au début de la série, avec Jerid Messa et Emma Sheen. Après le vol des machines par l’AEUG, il sert de coéquipier à Jerid dans les affrontements qui suivent. Il est néanmoins tué alors qu’il se jette impulsivement à la poursuite du Gundam de Kamille, mais son propre mobile suit est désintégré en rentrant dans l’atmosphère terrestre. Jerid jure alors de venger son ami par la mort de Kamille. Kacricon Cacooler est doublé par Koji Totani.

### Lila Milla Rira
Lila Milla Rira (ライラ・ミラ・ライラ) est un pilote d’élite des forces de la Fédération ; elle est chargée d’assister les Titans dans leur poursuite de l’Argama, vaisseau principal de l’AEUG. Au début, elle se moque de Jerid Messa pour sa défaite contre Kamille. Mais ce dernier finit par ravaler sa fierté et lui demander de l’aide pour améliorer ses aptitudes au combat, ce qu’elle accepte. Ils deviennent ainsi très proches. Néanmoins, Lila est tuée très tôt par Kamille, après avoir sous-estimé son adversaire puis perdu son sang froid. Elle réalise son erreur à la toute fin et prie Jerid d’être plus prudent. Il s’agit en outre du premier pilote tué par Kamille, même si de nombreux autres morts suivront. Lila Milla Rira est doublée par Kimie Sawaki dans la série et Mayumi Asano dans les films.

### Buran Blutarch
Buran Blutarch (ブラン・ブルターク) est un pilote d’élite des Titans, faisant partie de l’équipe qui pourchasse d’Audhumla au début de la série. Il pilote le NRX-044 Asshimar, un mobile suit transformable légèrement armé, mais qu’il manie à la perfection. Il parvient ainsi à détruire une des deux navettes de l’AEUG qui tentent de rejoindre l’espace, tuant Roberto. Aidé notamment par Rosamia Badam, il poursuit sans relâche l’Audhumla jusqu’en Amérique du Nord et parvient presque à le détruire, si une intervention de Kamille ne l’en avait pas empêché. Mais finalement, malgré ses efforts, sa mission échoue et il est tué par Kamille lors d’un dernier combat. Le personnage est doublé par Kōzō Shioya.

## Axis

### Haman Karn
Haman Karn (ハマーン・カーン, Hamān Kān) est la fille de l’amiral Maharaja Khan, gouverneur de l’astéroïde Axis (le dernier vestige de Zeon), ainsi que la régente de la jeune héritière de la famille Zabi, Mineva Lao Zabi. À la fin de la guerre d’indépendance de Zeon, elle fait la connaissance de Char Aznable (Quattro Bajeena), et les deux personnages sont un temps étroitement liés, avant de se séparer. Cette rencontre est relatée dans le manga Mobile Suit Gundam : Char's Deleted Affair. Elle est aussi une newtype extrêmement puissante, et pilote un mobile suit avancé du nom de Qubeley.
Dans la série, elle clame vouloir restaurer l’autorité de la famille Zabi, même si ses véritables motifs sont tout autres. Courtisée tant par l’AEUG que les Titans, elle s’allie avec ces derniers lorsque de Char Aznable tente de l’attaquer sur son vaisseau. Toutefois, elle trahit également les Titans pour mieux servir ses intérêts. Lors de la dernière bataille du conflit de Gryps, elle affronte et défait Char, le laissant pour mort, tandis que Kamille parvient de son côté à tuer Paptimus Scirocco. Haman Karn est doublée par Yoshiko Sakakibara.

### Mineva Lao Zabi
Mineva Lao Zabi (ミネバ・ラオ・ザビ, Mineba Rao Zabi), fille de Dozle et Zeena Zabi, est la dernière héritière de la famille Zabi. Mais n’ayant que sept ans dans la série, elle est placée sous la régence de Haman Karn. Mais malgré son rang élevé et sa destinée, elle est une petite fille solitaire, un peu perdue et en manque d’affection. À la fin du conflit de Gryps, elle est capturée par l’AEUG, mais leur fait croire qu’elle n’est en réalité pas une princesse Zabi, ce que Bright Noa corrobore. Dans le jeu vidéo Mobile Suit Z-Gundam sur PlayStation, une mission secrète montre que Char Aznable l’aide à s’échapper des mains de ses ennemis. Le personnage est doublé dans la série par Miki Itou.
Adolescente, Mineva Lao Zabi jouera un rôle important dans Gundam Unicorn sous le pseudonyme de Audrey Burne.

## Autres

### Mirai Noa
Mirai Noa (ミライ・ノア) est l’ancienne navigatrice du White Base durant la première série. Elle est mariée avec Bright Noa. Elle et ses enfants (Hathaway et Cheimin) sont pris en otages par les Titans afin de faire pression sur Karaba à Hong Kong. Elle est doublée par Fuyumi Shiraishi.

### Shinta et Qum
Shinta (シンタ) et Qum (クム) sont deux orphelins que Quattro Bajeena ramène sur l’Argama après les événements de Dakar. Ils ont un rôle similaire à Katz Kobayashi et ses amis dans la première série. Confiés aux soins de Fa Yuiry et Haro, ils n’en font pas moins de nombreuses bêtises. Ils se sentent aussi proches de Rosamia Badam lorsqu’elle débarque sur le vaisseau. Ils sont doublés par Chika Sakamoto et Mayumi Shō.

### Franklin et Hilda Bidan
Franklin (フランクリン) et Hilda Bidan (ヒルダ・ビダン) sont les parents du héros Kamille Bidan. Tous deux des scientifiques reconnus, ils sont au début employés par les Titans pour développer le Gundam Mk-II. Cependant, ils ne sont pas très présents, et tous savent de plus que Franklin a une aventure extraconjugale, même si Hilda ferme les yeux pour se consacrer à son travail, au grand dam de Kamille. Après le vol des Gundam par l’AEUG, ils sont retenus en otages par les Titans. Las, Hilda est tuée par erreur par Jerid Messa (il prend sa capsule spatiale pour une bombe). Dégoutée par ces pratiques, Emma Sheen quitte les Titans et aide Kamille et Franklin à s’échapper avec les Gundam et à rallier l’AEUG. Cependant, Franklin meurt un peu plus tard, après avoir volé un RMS-099 Rick Dias pour tenter de rejoindre les Titans. Bien que Kamille en ait toujours voulu à ses parents pour s’être cachés derrière une fausse image de famille parfaite, il ressent très durement leur perte. Franklin et Hilda Bidan sont respectivement doublés par Ikuya Sawaki et Gara Takashima.

### Sayla Mass
Sayla Mass (セイラ・マス, Seira Masu) est une ancienne pilote newtype du White Base, ainsi que la petite sœur de Char Aznable et une amie intime d’Amuro Ray (sa petite amie dans la nouvelle tirée de Mobile Suit Gundam). Cependant, sa doubleuse Yō Inoue étant indisponible durant la réalisation de la série, Sayla n’y apparaît quasiment pas. On l’aperçoit seulement sur quelques scènes sans paroles, notamment lors de la retransmission du discours de son frère. Dans les films, elle n’apparaît qu’à la toute fin, discutant avec Kai Shiden de son frère ; la scène a été réalisée à partir d’anciens enregistrements de la voix de Yō Inoue, décédée en 2003.